# Полуботки (Черниговский район)
Полуботки (укр. Полуботки) — село Черниговского района Черниговской области Украины. Село расположено в непосредственной близости к Чернигову, на берегу реки Стрижень. Население 249 человек.
Код КОАТУУ: 7425589102. Почтовый индекс: 15524. Телефонный код: +380 462.

## Власть
Орган местного самоуправления — Халявинский сельский совет. Почтовый адрес: 15524, Черниговская обл., Черниговский р-н, с. Халявин, ул. Шевченко, 55.

## Галерея

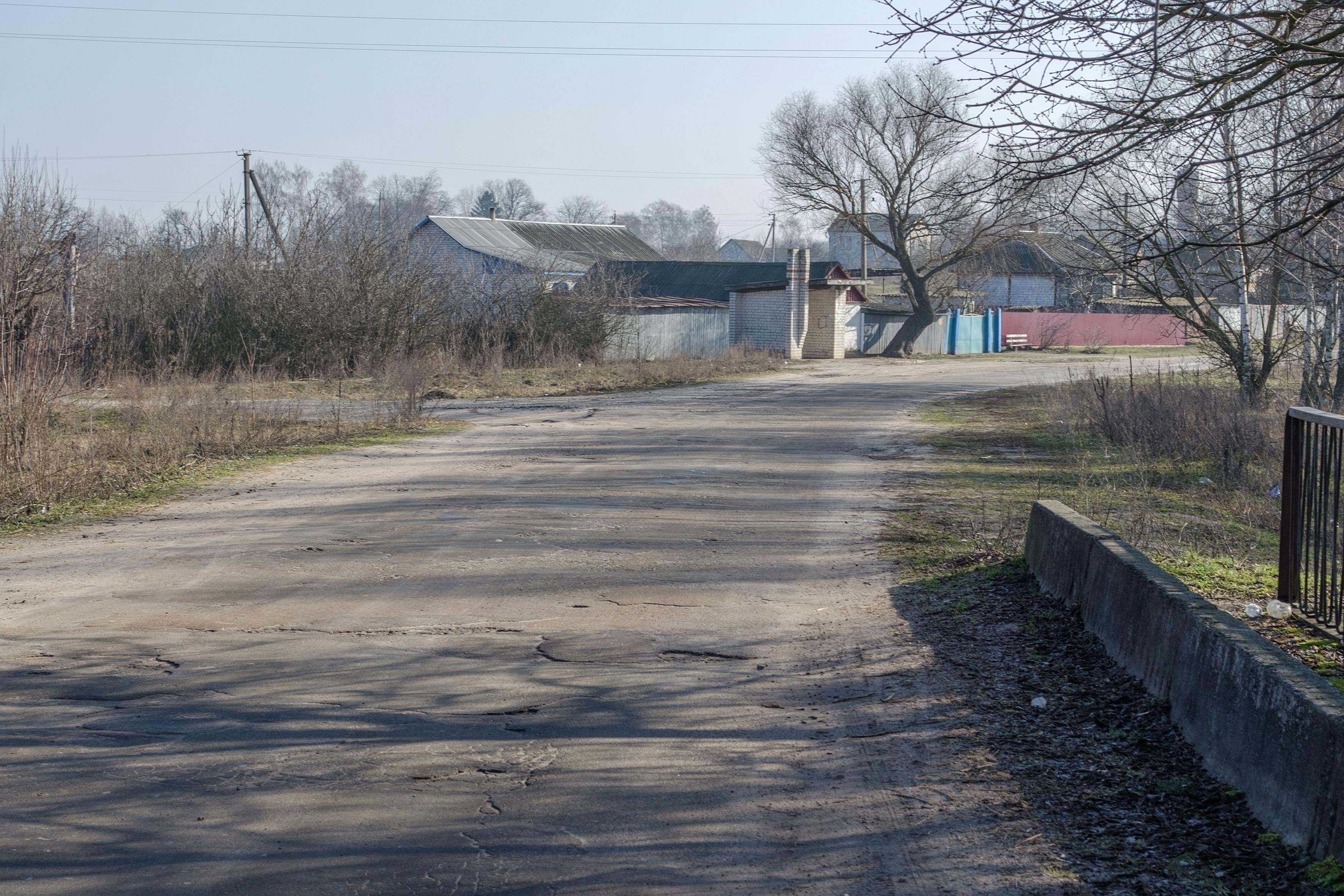
На улице села
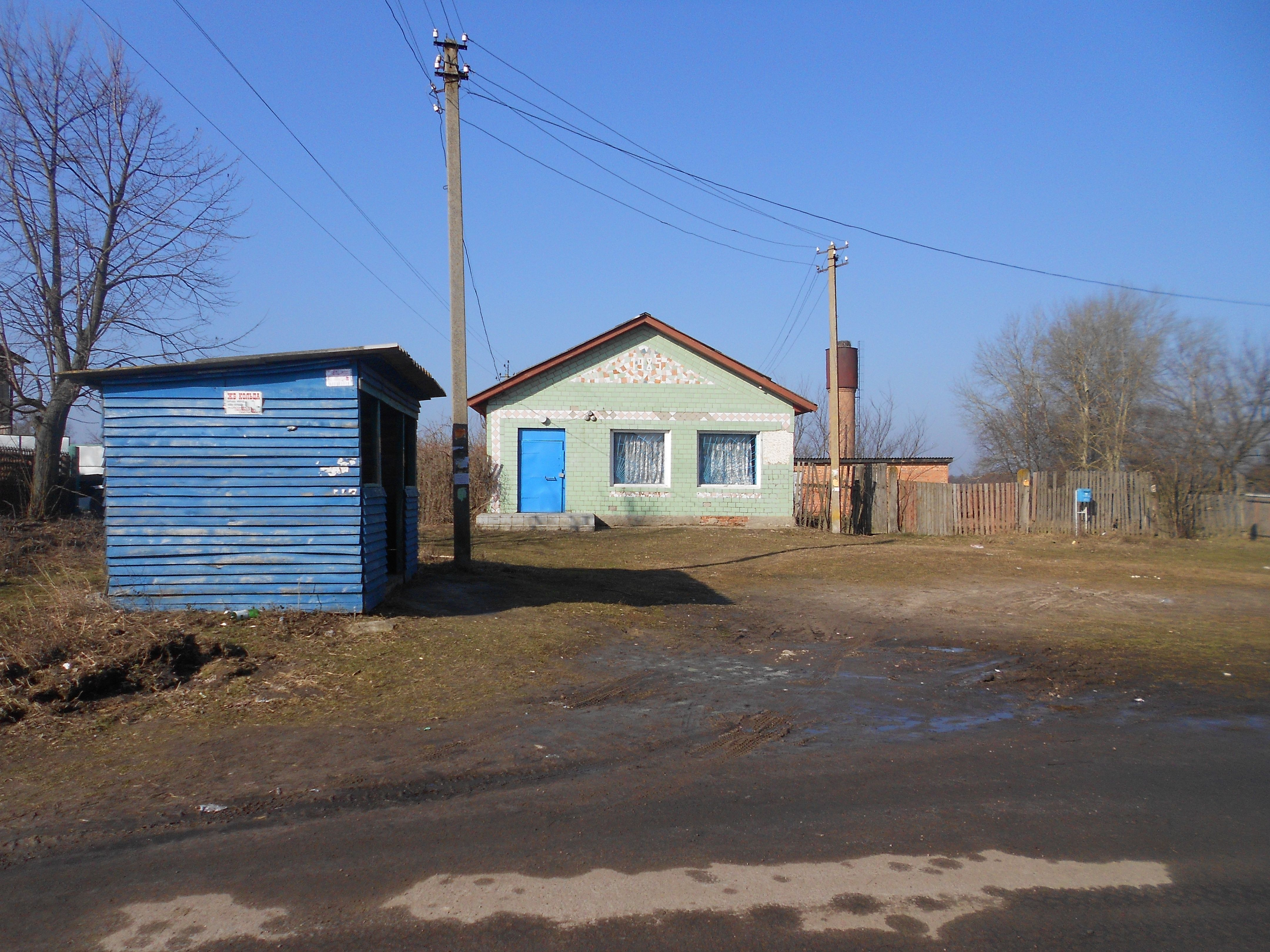
Автобусная остановка
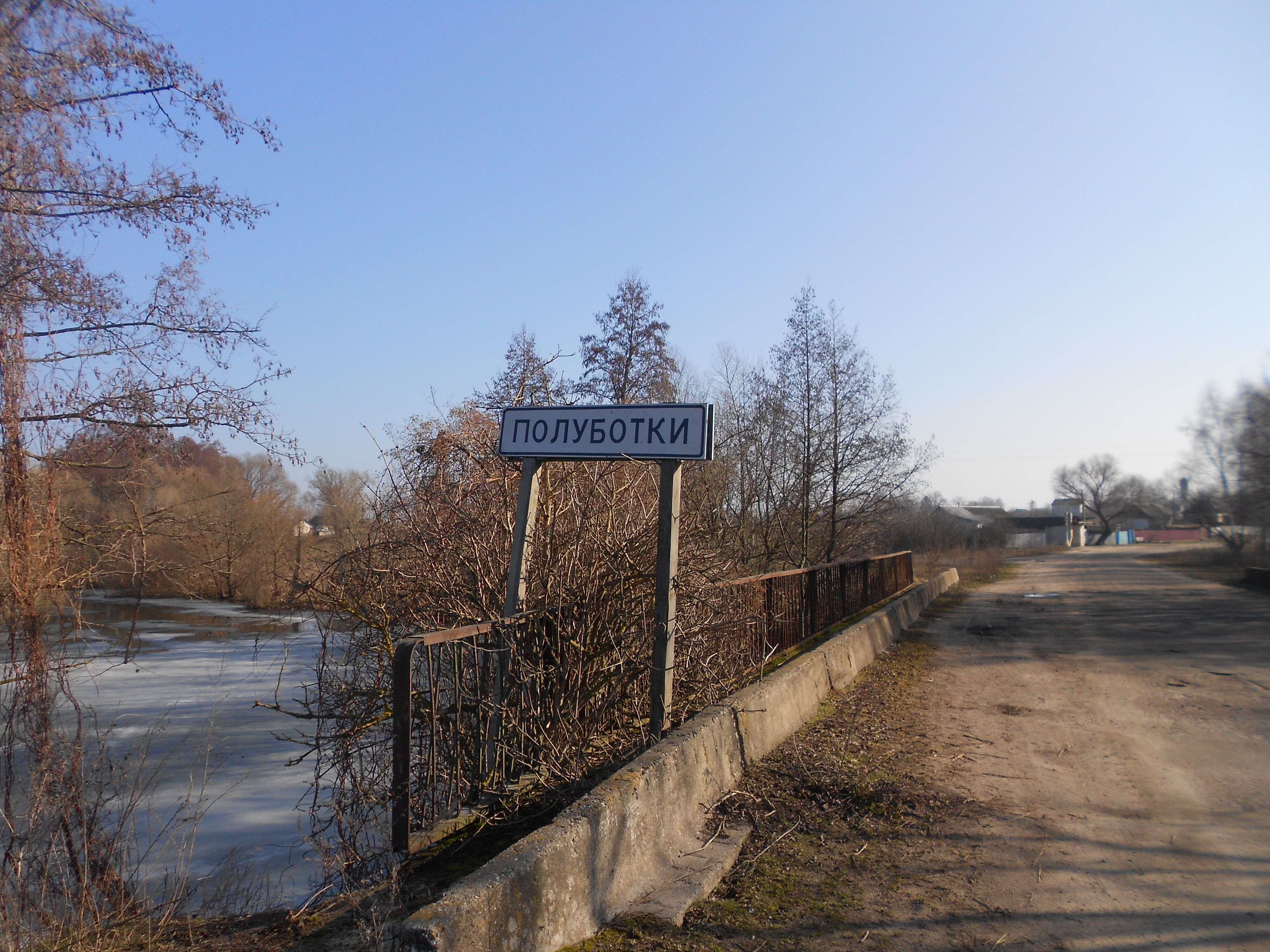
Мост через реку
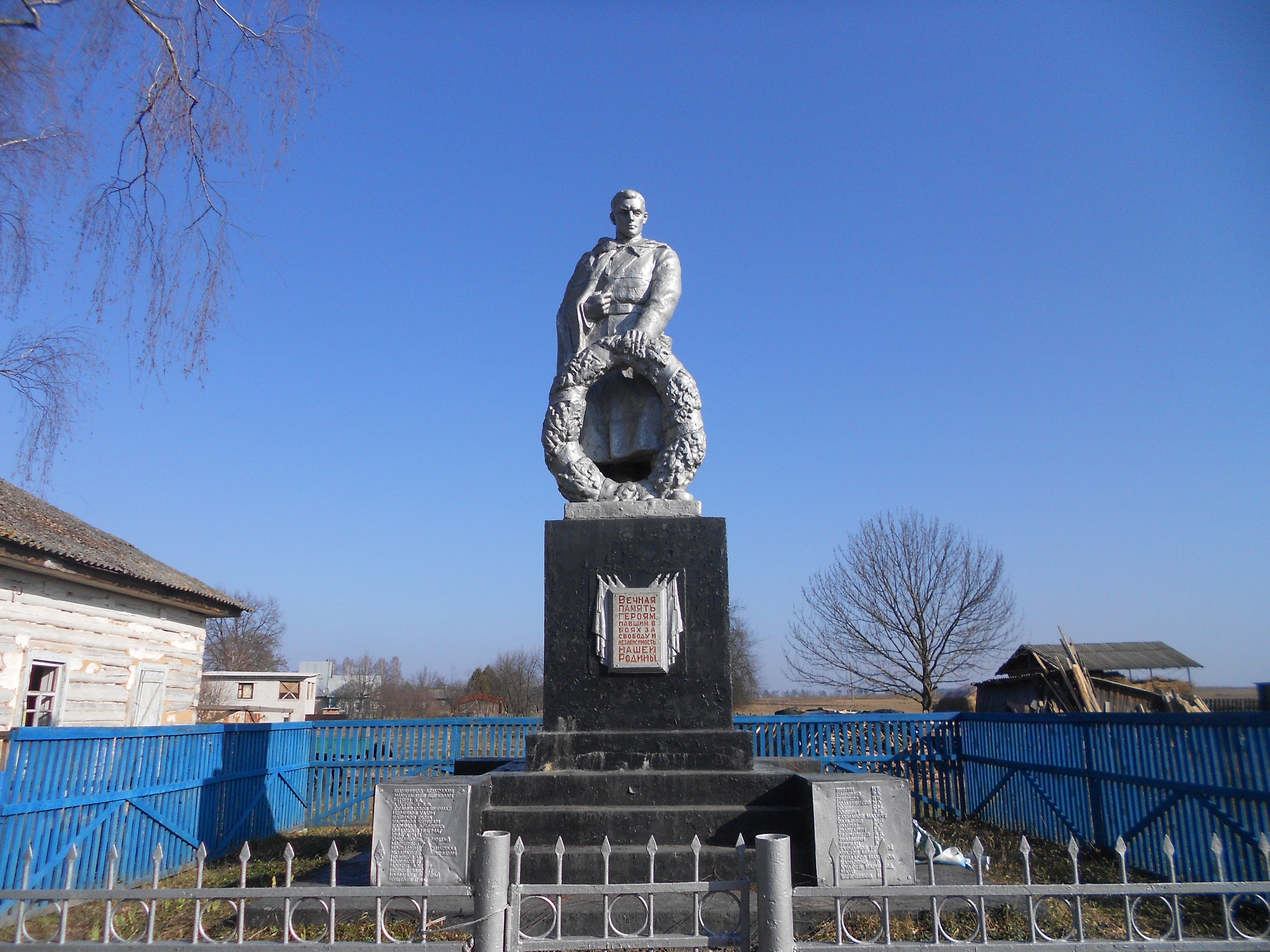
Памятник погибшим в ВОВ
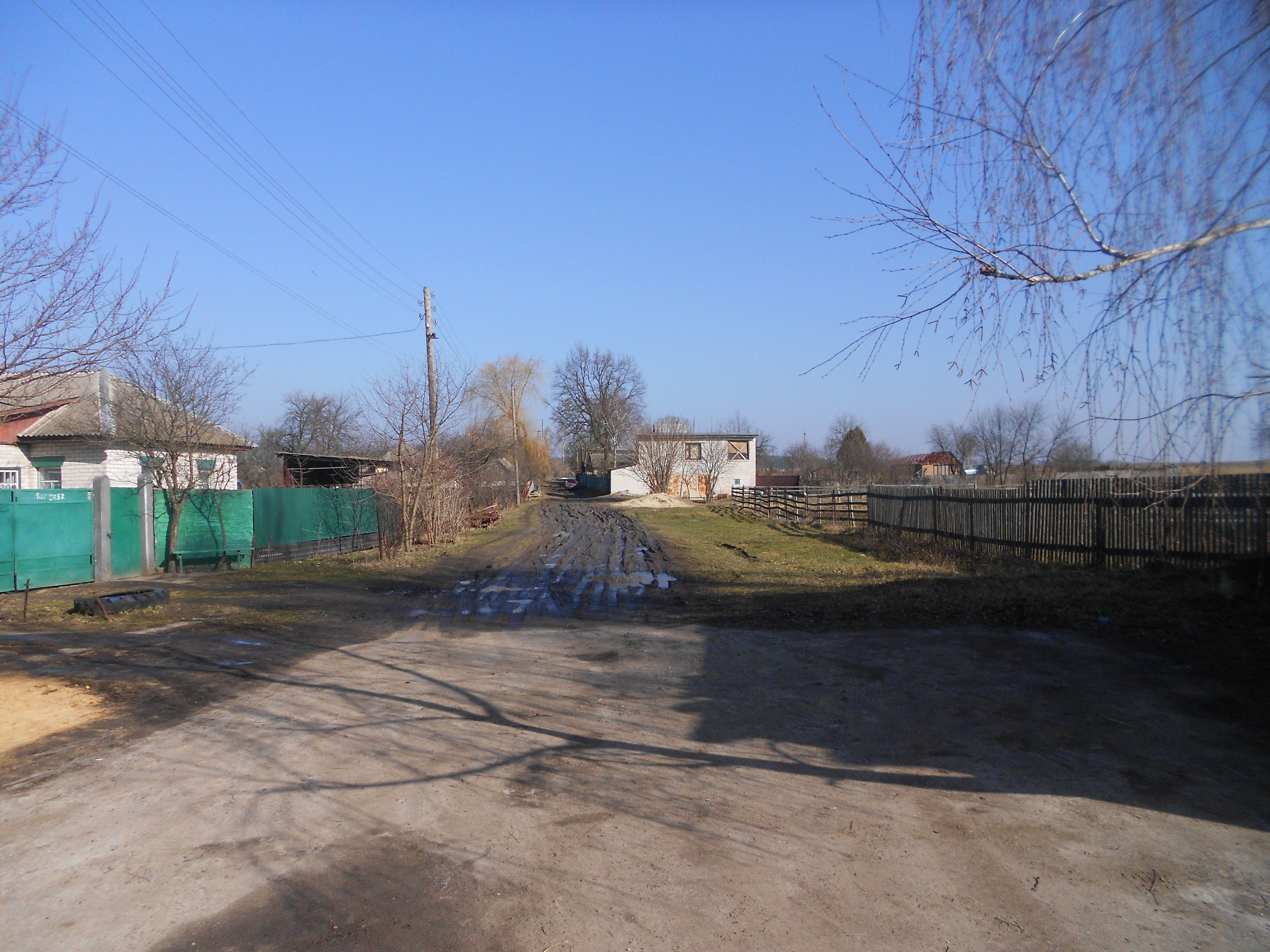
Одна из улиц
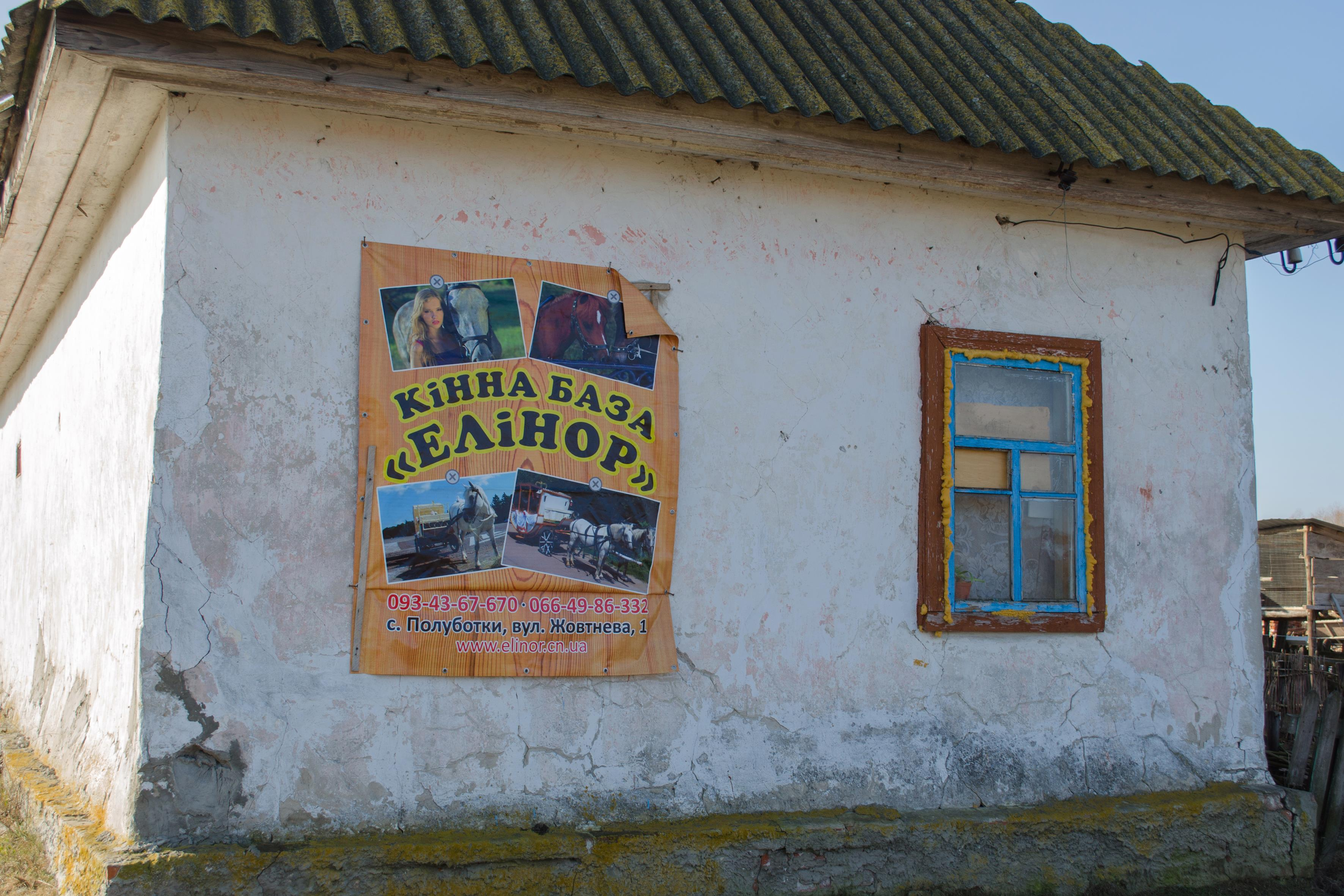
Конная база
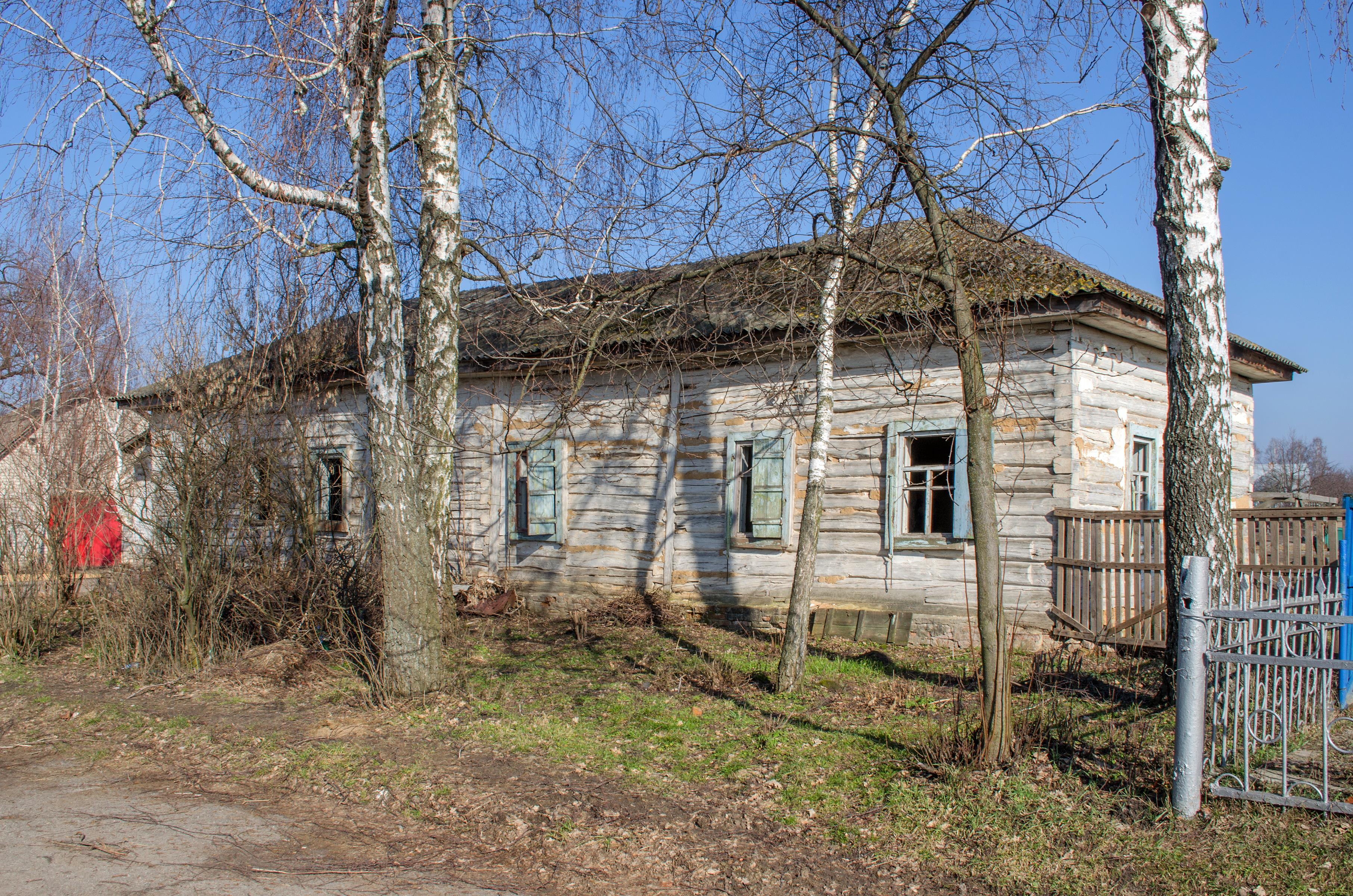
Заброшенное здание
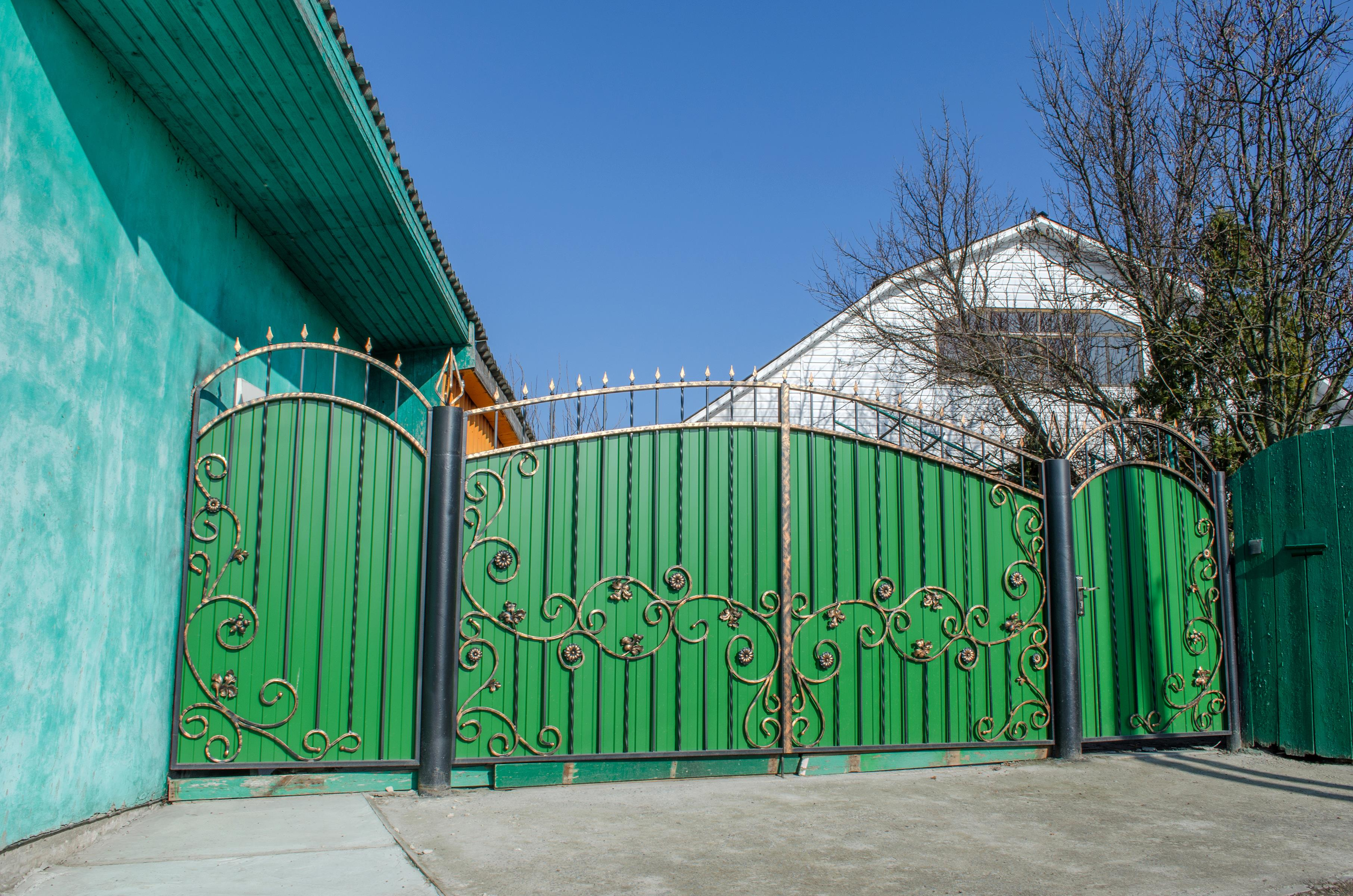
Ворота